# Tożsamość polaryzacyjna
Tożsamość polaryzacyjna lub wzór polaryzacyjny – wzór będący odpowiednikiem wzorów skróconego mnożenia dla elementów rzeczywistych przestrzeni unitarnych.

## Twierdzenie
Jeśli {\displaystyle x} i {\displaystyle y} są elementami rzeczywistej przestrzeni unitarnej {\displaystyle X,} to prawdziwy jest następujący wzór, nazywany tożsamością polaryzacyjną:
|  |  | {\displaystyle \\|x+y\\|^{2}=\\|x\\|^{2}+\\|y\\|^{2}+2\langle x,y\rangle .} |  | (1) |

Zastępując w równaniu (1) {\displaystyle y} przez {\displaystyle -y,} otrzymuje się wzór
|  |  | {\displaystyle \\|x-y\\|^{2}=\\|x\\|^{2}+\\|y\\|^{2}-2\langle x,y\rangle ,} |  | (2) |

co odpowiada równości występującej w twierdzeniu cosinusów.
Dodanie równań (1) oraz (2) daje
{\displaystyle \|x+y\|^{2}+\|x-y\|^{2}=2\|x\|^{2}+2\|y\|^{2},}
co odpowiada tożsamości równoległoboku.
Z kolei odejmując stronami (2) od (1), dostaje się
{\displaystyle \|x+y\|^{2}-\|x-y\|^{2}=4\langle x,y\rangle .}
Warto zauważyć analogie powyższych wzorów do następujących wzorów skróconego mnożenia: równanie (1) odpowiada (3), a równanie (2) odpowiada (4), a powyższa suma (1) oraz (2) poniżej sumie (3) i (4). Tożsamość (1) jest odpowiednikiem wzoru na kwadrat dwumianu:
|  |  | {\displaystyle (a+b)^{2}=a^{2}+b^{2}+2ab,} |  | (3) |

z kolei w (2), podobnie jak wyżej, zmieniono znak {\displaystyle b{:}}
|  |  | {\displaystyle (a-b)^{2}=a^{2}+b^{2}-2ab,} |  | (4) |

ostatecznie suma (3) i (4), to
{\displaystyle (a+b)^{2}+(a-b)^{2}=2a^{2}+2b^{2}.}

## Wyprowadzenie
Każdą przestrzeń unitarną da się w naturalny sposób wyposażyć w normę, daną wzorem
|  |  | {\displaystyle \\|x\\|={\sqrt {\langle x,x\rangle }}.} |  | (5) |

Iloczyn skalarny
{\displaystyle \langle x+y,x+y\rangle =\langle x+y,x\rangle +\langle x+y,y\rangle }
jest wynikiem rozdzielności pierwszego czynnika względem sumy drugiego składnika, która zachodzi ze względu na liniowość iloczynu skalarnego. Rozdzielność kolejnych czynników względem sum pierwszych czynników po prawej stronie powyższego równania daje
{\displaystyle \langle x+y,x+y\rangle =\langle x,x\rangle +\langle y,x\rangle +\langle x,y\rangle +\langle y,y\rangle ,}
a ponieważ iloczyn skalarny jest przemienny, to równanie to upraszcza się dalej do
|  |  | {\displaystyle \langle x+y,x+y\rangle =\langle x,x\rangle +\langle y,y\rangle +2\langle x,y\rangle .} |  | (6) |

Przyłożenie definicji normy z równania (5) do (6) daje równanie (1), czyli tożsamość polaryzacyjną.

## Uogólnienia
Tożsamości mogą być uogólnione na wielomiany jednorodne (tj. formy algebraiczne) dowolnego stopnia.